# ملرود (مینه‌سوتا)
ملرود (به انگلیسی: Melrude) یک منطقهٔ مسکونی در ایالات متحده آمریکا است که در Ellsburg Township واقع شده‌است. ملرود ۱۰ نفر جمعیت دارد و ۴۰۹٫۹۶ متر بالاتر از سطح دریا واقع شده‌است.